# 津沪高速动车组列车
津沪高速动车组列车是中国铁路运行于直辖市天津市及直辖市上海市之间的高速动车组列车，现每日开行4对列车，列车客运乘务均由北京局集团天津客运段津沪高铁车队担当。其中G263/266次列车运行区间为天津西站至上海站，其余列车运行区间为天津西站至上海虹桥站。

## 历史
2011年6月30日，配合京沪高速铁路开通，新增往返天津西站至上海虹桥站的高速动车组列车。
2019年12月30日，新增天津西~上海G441/442次列车。
2021年6月25日，京沪高铁运行图重排，经过重新编排后安排天津西~上海虹桥G261-270次列车合计5对。
2022年10月11日，配合合杭高铁湖州至桐庐段开通，原天津西~上海虹桥G269/262次列车运行区段调整为长春西~杭州西，车次调整为G2622/2623、G2624/2621次。

## 时刻表
- 数据日期：2025年4月30日（时刻仅供参考，以实际开行情况为准）

### 天津至上海
| 序号 | 车次 | 始发站 | 始发时间 | 终到站   | 终到时间 | 全程运行时间 | 中途停靠车站                                                                                 |
| ---- | ---- | ------ | -------- | -------- | -------- | ------------ | -------------------------------------------------------------------------------------------- |
| 1    | G261 | 天津西 | 08:44    | 上海虹桥 | 14:22    | 5小时38分    | 沧州西、济南西、曲阜东、徐州东、南京南、镇江南、常州北、苏州北                               |
| 2    | G263 | 天津西 | 09:23    | 上海     | 14:56    | 5小时33分    | 沧州西、济南西、枣庄、徐州东、宿州东、南京南、苏州北                                         |
| 3    | G265 | 天津西 | 09:53    | 上海虹桥 | 16:30    | 6小时37分    | 天津南、德州东、济南西、滕州东、徐州东、宿州东、蚌埠南、滁州、南京南、常州北、无锡东、苏州北 |
| 4    | G267 | 天津西 | 10:41    | 上海虹桥 | 16:16    | 5小时35分    | 德州东、济南西、曲阜东、徐州东、南京南、常州北、无锡东                                       |

### 上海至天津
| 序号 | 车次 | 始发站   | 始发时间 | 终到站 | 终到时间 | 全程运行时间 | 中途停靠车站                                                       |
| ---- | ---- | -------- | -------- | ------ | -------- | ------------ | ------------------------------------------------------------------ |
| 1    | G264 | 上海虹桥 | 15:07    | 天津西 | 20:24    | 5小时17分    | 苏州北、常州北、南京南、蚌埠南、滕州东、济南西、沧州西             |
| 2    | G266 | 上海     | 15:21    | 天津西 | 20:59    | 5小时38分    | 无锡东、南京南、蚌埠南、徐州东、枣庄、泰安、济南西、德州东、沧州西 |
| 3    | G268 | 上海虹桥 | 16:39    | 天津西 | 22:00    | 5小时21分    | 苏州北、无锡东、南京南、徐州东、曲阜东、济南西                     |
| 4    | G270 | 上海虹桥 | 17:28    | 天津西 | 23:27    | 5小时59分    | 苏州北、南京南、徐州东、枣庄、济南西、德州东                       |

## 使用列车
G261/264次、G263/266次列车使用配属北京局集团曹庄动车运用所的CR400BF-A；G265/270次列车使用配属北京局集团曹庄动车运用所的CR400BF；G267/268次列车使用配属北京局集团曹庄动车运用所的CRH380BL。

## 其他行驶天津与上海间的过路车次
天津是东三省进入华中、华东地区列车的重要节点，也是京沪高铁的主要服务城市之一。受此影响，除以上车次外，来往天津和上海的高速列车约为33对，多数为北京南站或东三省前往上海的车次。
- 京沪高速动车组列车：G1/11/13/20/23/25/101/102/104/106/110/116/122/125/127/129/130/134/138/140/144/146/150/156/161次（12.5对）
- 京杭高速动车组列车：G158次（0.5对）
- 连沪高速动车组列车：G1254/1251、G1252/1253次（1对）
- 沈苍高速动车组列车：G1226/1227、G1225/1228次（1对）
- 沪长高速动车组列车 (上海至长春)：G1212/1213、G1214/1211次、G1256/1257、G1258/1255次（2对）
- 吉沪高速动车组列车：G1234/1235、G1236/1233次（1对）
- 哈沪高速动车组列车：G1202/1203、G1204/1201次（1对）
- 丹沪高速动车组列车：G1230/1231、G1232/1229次（1对）